# Gerd Müller
Gerhard "Gerd" Müller (Nördlingen, 3 de novembro de 1945 — Wolfratshausen, 15 de agosto de 2021) foi um futebolista alemão que atuou como centroavante. É amplamente considerado o maior centroavante da história do futebol europeu, e um dos maiores do futebol mundial.
Seu diferencial era a sua explosão e velocidade de movimentos em pequenos espaços e seu chute potente e preciso. A imprensa alemã gostava de chamá-lo de caubói por ser "rápido no gatilho e absolutamente certeiro". Sua humilde explicação era a de que nunca procurava ângulos ou efeitos plásticos, "só tentava colocar a bola rente ao chão, pois é mais difícil para o goleiro a bola rasteira do que a alta". Suas rápidas mudanças de lado em espaços curtos faziam os adversários caírem; em seus anos de glória, soube usar seu baixo centro de gravidade de forma sobrenatural.
Com essas características, tornou-se de longe o maior artilheiro da Seleção Alemã (contabilizando seus jogos pela então Alemanha Ocidental), com incríveis 68 gols em 62 partidas, uma média quase insuperável de 1,1 gols por jogo. Supera até a média de Ferenc Puskás (que fizera 83 gols em 84 jogos pela Hungria). Nas doze partidas de alto nível que fez (quatro finais de Copa dos Campeões da UEFA — um delas como desempate —, oito jogos decisivos em Copas do Mundo e Eurocopas), marcou treze.
Artilheiro da Copa do Mundo FIFA de 1970 com dez gols, foi por muito tempo o maior artilheiro das Copas, com 14 (somado aos quatro gols que fizera na de 1974, quando foi campeão), até ser superado com o 15º gol do brasileiro Ronaldo na de 2006 e o 16º de Miroslav Klose em 2014, marcado no histórico jogo do Mineirão, onde a Alemanha superou o Brasil por 7 a 1. É também o terceiro que mais marcou em uma única Copa, atrás do francês Just Fontaine (13 gols em 1958) e do húngaro Sándor Kocsis (11 em 1954).
É também o maior artilheiro da Bundesliga (do qual foi campeão quatro vezes) e era o detentor do recorde de mais gols em uma única edição: Müller marcou 40 gols 31 jogos em 1972, mas foi superado pelo polonês Robert Lewandowski que marcou 41 gols em 29 jogos em 2021. No total pelo Campeonato Alemão, foi sete vezes artilheiro e marcou 367 gols em 421 partidas. Sobre sua importância, Paul Breitner e Franz Beckenbauer, seus ex-colegas de Bayern de Munique e Seleção Alemã-Ocidental declarariam:
| “               | Começávamos cada jogo muito confiantes, sabendo que Gerd Müller marcaria o gol decisivo. Precisando de dois ou três gols, OK, ele consegue fazer isso também. Com Gerd Müller no seu time, você não precisa de sistema tático. Tínhamos a nossa estrutura. Mas podíamos jogar com o nosso sistema perfeitamente, mas sem ele não ajudaria. Para ter sucesso, precisávamos do Gerd Müller. E nós o tínhamos. | ” |
| — Paul Breitner | |   |

| “                   | Tudo que o Bayern se tornou se deve ao Gerd Müller e aos seus gols. Se não fosse por ele, ainda estaríamos em uma velha barraca de madeira. | ” |
| — Franz Beckenbauer | |   |

## Carreira em clubes

### Nördlingen e início no Bayern
Começou no Nördlingen, após desistir do sonho inicial de ser tecelão. Em sua primeira temporada, já demonstrando a incrível artilharia que lhe caracterizaria, marcou 73 gols em 50 partidas não oficiais e foi campeão da terceira divisão alemã.[carece de fontes?] Ao todo, o clube marcara 216 gols não oficiais, sendo 187 dele, então com 17 anos. Acabou contratado por uma equipe da Bavária, de porte relativamente maior, mas também pequena: o Bayern de Munique, que estava na segunda.[carece de fontes?]
Com o Bayern, não foi diferente: marcou 48 vezes em 35 partidas[carece de fontes?] e também conseguiu o acesso de seu novo clube, que finalmente estrearia na recém-criada divisão de elite do Campeonato Alemão: a Bundesliga. Na época, o rival Munique 1860 vivia melhor momento: havia acabado de ser vice-campeão da Recopa Europeia, tendo levantado em 1964 a Copa da Alemanha pela segunda vez. O Bayern tinha como títulos a Copa da Alemanha de 1959 e um longínquo campeonato alemão em 1932, fora o fato de haver acabado de subir da segunda divisão. A chegada de Müller ao Bayern não foi muito bem vista pelo treinador Zlatko Čajkovski, que só passou a escalá-lo na décima partida, por pressão do presidente. Müller estreou marcando duas vezes.
Em sua segunda temporada no Bayern, finalmente jogando na Bundes, passou a conviver com dois jovens que vinham das categorias de base do clube: o volante Franz Beckenbauer e o goleiro Sepp Maier. A primeira temporada na elite não lhe foi das melhores: desacostumado a melhores adversários, anotou apenas 15 vezes em 39 partidas.[carece de fontes?] O Bayern ficou em terceiro no campeonato e viu o rival 1860 ser campeão, igualando-o em número de títulos. A temporada se encerraria com os rivais tendo os mesmos títulos também na Copa da Alemanha: nela, os campeões foram os vermelhos. Entretanto, o time azul possuía a expressão internacional que o Bayern ainda não tinha.
Seu início modesto na elite acabou não lhe credenciando aos olhos do técnico da Seleção Alemã-Ocidental, Helmut Schön, que levaria para a Copa do Mundo FIFA de 1966 seus colegas Beckenbauer e Maier, mas não ele: para Schön, "Müller é gordo, não é bom um jogador de futebol, e faz gols por sorte". Seu tipo físico era realmente longe do ideal para um atacante: baixo (1,74 m), atarracado, pernas curtas e grossas. Era chamado de gordo (der Dick) desde a infância; no Bayern, o técnico Čajkovski ainda o tachava de Kleines, Dickes Müller ("pequeno e gordo Müller").
Schön mudaria de ideia após o mundial, na temporada que se seguiu. Nela, Müller começou a deixar a pecha de der Dick para trás para tornar-se der Bomber: marcaria 48 gols em 49 partidas oficiais e finalmente receberia sua primeira convocação. 28 deles foram na Bundesliga, na primeira das vezes em que terminaria artilheiro do campeonato. Em 1966/67, o Bayern conseguiria nova Copa da Alemanha e o melhor, aquilo que o título que o 1860 perdera três anos antes: a Recopa Europeia, primeiro título internacional do clube.
O título no campeonato alemão demoraria ainda dois anos para vir, o que ocorreu em 1969, encerrando um jejum de 37 anos, bem conduzidos pela artilharia de Müller, que anotou 30 tentos. A conquista ofuscou a decepção da Alemanha Ocidental em relação à Eurocopa 1968: nas Eliminatórias, o país foi desclassificado ao empatar com a inexpressiva Albânia. Na mesma temporada, a equipe conquistou nova Copa da Alemanha, pelo Bayern foram 576 gols em 605 partidas.

### Anos de ouro no Bayern
O Bayern começava sua transição de sair da posição de equipe média do cenário nacional. Nos dois anos seguintes, Müller continuou com seu faro de gol (na primeira delas, foi novamente o artilheiro com incríveis 38 gols, o que o fez receber sua primeira Chuteira de Ouro como maior goleador do continente na temporada; ganharia também a Bola de Ouro como melhor jogador europeu), mas o título nacional ficaria com o Borussia Mönchengladbach, com quem o Bayern passara a ter rivalidade momentânea, deixando o 1860 de lado.
A Bundesliga voltaria a ser conquistada em 1973, prolongando-se em um tricampeonato seguido, com todos eles celebrados conjuntamente com a artilharia de Müller no torneio: no primeiro, quebrou a marca que já era sua e fez 40, recebendo nova Chuteira de Ouro. Na segunda e terceira, 36 e 30, respectivamente. Os dois últimos títulos foram comemorados juntamente também com duas conquistas seguidas na Copa dos Campeões da UEFA, o mais importante torneio interclubes europeu, que clube alemão algum havia conquistado. Como não poderia deixar de ser, foi artilheiro também das competições continentais (doze e oito gols).
Na primeiro conquista, passou em branco na final, e o título quase ficou com o Atlético de Madrid: os espanhóis marcaram a seis minutos do fim da prorrogação, até que o lateral Hans-Georg Schwarzenbeck empatou a segundos do fim, forçando um jogo-desempate. Dessa vez, seria fácil para der Bomber, que marcou duas vezes na goleada por 4 a 0 sobre um adversário abatido. O primeiro deles é apontado pelo próprio como mais bonito da carreira: dominou a bola com o pé após um cruzamento e afundou a bola nas redes, sem ângulo, para o delírio do colega Uli Hoeneß, que caiu para trás, maravilhado. No segundo, encobriu o goleiro Miguel Reina. Semanas depois, ele, Beckenbauer, Maier, Schwarzenbeck, Hoeneß e Paul Breitner venceriam a Copa do Mundo FIFA de 1974 como titulares da Alemanha Ocidental. Daí vinha a relação que perdura até os dias atuais entre os grandes jogadores da Seleção Alemã e o Bayern.
A temporada 1974–75 viu pela primeira vez em três anos a artilharia da Bundes ficar com outro jogador, Jupp Heynckes, e o título ficar com outra equipe - o Mönchengladbach, time de Heynckes. O novo rival responderia ao Bayern aplicando também um tricampeonato alemão. Os dois primeiros anos de jejum em casa não foram muito sentidos: os muniquenses encerravam seu tricampeonato continental, com vitórias de 2 a 0 (com o segundo gol sendo dele, saindo atrás do marcador Paul Madeley em velocidade e completando um cruzamento rasteiro) e 1 a 0 nas final sobre, respectivamente, Leeds United e Saint-Étienne. O Bayern tornava-se, ao lado do Ajax, o segundo maior vencedor da Copa dos Campeões até então, atrás apenas dos seis títulos do Real Madrid do lendário Alfredo Di Stéfano.
Nas Copas Intercontinentais, o clube só disputaria na última a que tinha direito: nas anteriores, preferiu não jogar, dando seu lugar na primeira ao Atlético (que terminaria campeão) e, na segunda, não acertando datas com o campeão da Taça Libertadores da América, o Independiente - a mesma equipe que se recusara a enfrentar no ano anterior. Em 1976, o clube aceitou jogar contra o Cruzeiro, que tinha dois celebrados campeões mundiais em 1970 no elenco: Jairzinho e Piazza. Müller marcou o seu na vitória por 2 x 0 (ambos os tentos nos últimos dez minutos do jogo) na primeira partida, em Munique. A taça ficou com o Bayern após a equipe segurar empate sem gols na partida de volta, no Mineirão.

### Aposentadoria
Após a terceira Copa dos Campeões, entretanto, o Bayern já começou a entrar em má fase, chegando a figurar na zona de rebaixamento. Müller ainda vinha fazendo bastantes gols: apenas em jogos oficiais, fez 30 (em 43 jogos) em 1975, 35 (em 35) em 1976, 48 (em 37) em 1977 e 37 (em 48) em 1978,[carece de fontes?] ano em que voltou a ser artilheiro da Bundes (onde fez 24). Já com 34 anos e sem espaço na Seleção, deixou o clube em 1979 após entrar em atrito com o técnico Pál Csernai, jogando naquele ano apenas 21 vezes pelo Bayern, marcando 13 gols.
Após recusar proposta do Barcelona, foi para o futebol dos Estados Unidos, onde muitas estrelas mundiais foram jogar à beira da aposentadoria - entre elas, Pelé, George Best, Teófilo Cubillas, Johan Cruijff, Johan Neeskens, Carlos Alberto Torres, Gordon Banks, Bobby Moore e seu amigo Beckenbauer. Müller foi contratado pelo Fort Lauderdale Strikers, chegando a atuar ao lado de Best e Cubillas, e posteriormente Elías Figueroa, mas não conquistou títulos.
Passou por uma fase difícil após deixar o futebol, em 1982, aos 37 anos. Montou um bar na Flórida, onde já vinha morando por jogar no Fort Lauderdale, mas, afundado na bebida, costumava ele mesmo consumir o estoque. O alcoolismo o faria perder todo o dinheiro e a mulher. Em 1991, com o fígado possuindo 2400 unidades de medida em um teste Gamma GT (quando um saudável possui entre 10 e 70), foi internado em uma clínica de reabilitação, com as despesas pagas por Franz Beckenbauer, agora um vitorioso técnico da Alemanha Ocidental. Müller retribuiu a ajuda do amigo (que o indicou para treinar as divisões de base do Bayern) e não bebeu mais.

### Doença e morte
Em 6 de outubro de 2015, foi anunciado que Müller sofria da doença de Alzheimer. Müller morreu em 15 de agosto de 2021, aos 75 anos, na casa de repouso em que vivia desde que foi diagnosticado com Alzheimer, na cidade de Wolfratshausen.

## Seleção
Estreou pela Alemanha Ocidental em 1966, no primeiro jogo do país após a perda da Copa do Mundo daquele ano, em partida contra a Turquia. Marcou pela primeira, segunda, terceira e quarta vez em seu segundo jogo, em abril de 1967, em um 6 x 0 sobre a Albânia.  A partida era válida pelas Eliminatórias para a Eurocopa 1968 e a mesma Albânia acabaria responsável pela eliminação dos germânicos, na última ocasião em que a Mannschaft ficaria de fora de um torneio importante da FIFA.[carece de fontes?]
Voltou a marcar quatro gols em uma mesma partida em um 12 x 0 sobre o Chipre, em partida já válida pelas Eliminatórias para a Copa do Mundo de 1970. Seria o herói da classificação, anotando em todos os jogos da campanha[carece de fontes?] e terminando como artilheiro da fase de qualificação, com 9 gols.
Na temporada 1971/72 já havia recebido a chuteira de ouro pela segunda vez, após marcar seus até hoje imbatíveis 40 gols no campeonato alemão, do qual foi campeão com o Bayern. Ela acabaria ainda melhor: na Eurocopa 1972, a Alemanha Ocidental, que participava pela primeira vez da fase final do torneio, Müller marcou quatro vezes nela: duas na semifinal, contra a Seleção Belga, e duas nos 3 x 0 sobre a União Soviética, na decisão.

### Copa do Mundo de 1970
No México, a Seleção Alemã-Ocidental estreou contra o Marrocos. Em sua primeira partida de Copa, Müller fez o gol da vitória de virada por 2 x 1, empurrando para o gol uma bola que batera na trave após cabeceio de Jürgen Grabowski. Após um mau início, a Nationalelf desencantou contra a Bulgária, com ele marcando três (o terceiro seria o de número 800 ds Copas ) na goleada de 5 x 2. A primeira fase se encerrou com ele tendo 7 gols: os outros três foram marcados em espaço de menos de 19 minutos na partida contra o Peru.
Os alemães encontrariam nas quartas-de-final o país que os vencera na final da Copa anterior, a Inglaterra. Os britânicos começaram vencendo por 2 x 0, mas os germânicos conseguiram o empate perto do final da partida. Na prorrogação, Müller marcou seu oitavo gol, aproveitando-se de cabeceio de Hennes Löhr e da indecisão do goleiro Peter Bonetti (que substituía naquela partida o titular Gordon Banks, que sofrera de diarreia na noite anterior  ) para mandar para as redes com um sem-pulo. Bonetti nunca mais seria novamente chamado para defender a Seleção Inglesa, e os alemães conseguiam sua revanche.
A semifinal foi marcada por dolorosa emoção: a partida foi contra a Itália, que vencia até os 44 minutos do segundo tempo, quando Grabowski fez 1 x 1. Müller pôs seu país à frente aos cinco minutos da prorrogação em um gol fruto daquilo que era considerado um sétimo sentido dele: segundo o próprio, ouvia vozes interiores que lhe guiavam, e naquele momento soube de alguma forma que deveria correr em direção ao gol, uma vez que a um metro dele o zagueiro Fabrizio Poletti perderia a bola e o goleiro Enrico Albertosi hesitaria. Mesmo com Albertosi fechando-lhe o ângulo em seguida, Müller empurrou para as redes desviando a bola de lado.
Os italianos, entretanto, virariam ainda no primeiro tempo dela. Aos cinco minutos da segunda parte do tempo extra, ele novamente empatou a partida, mas um minuto depois Gianni Rivera marcou o que seria o gol da vitória da Azzurra. Ainda restavam 9 minutos, mas os alemães, que já estavam exauridos da prorrogação contra os ingleses três dias antes, não tiveram forças para reverter a desvantagem. Com o resultado, Müller somou dez gols, o que o faria ser o artilheiro da Copa.
Ele, que antes do mundial acabara de anotar 38 gols pelo Bayern na Bundesliga, acabaria recebendo a Bola de Ouro como melhor jogador da Europa, tornando-se o primeiro alemão a receber a premiação da France Football.

### Copa do Mundo de 1974

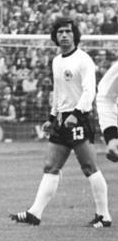
Müller na final da Copa do Mundo de 1974.

A Alemanha Ocidental tinha bons índices para a Copa: era a anfitriã, havia sido dois anos pela primeira vez antes campeã continental, foi a terceira colocada da Copa anterior e seu time-base era repleto de jogadores do Bayern Munique, que semanas antes do torneio haviam sido pela primeira vez vencedores da Copa dos Campeões da UEFA revertendo dramaticamente um resultado favorável ao Atlético de Madrid; o clube também havia acabado de ser tricampeão nacional seguido com ele, Müller, artilheiro pela terceira vez seguida.
Müller, entretanto, faria um mundial mais modesto, ao menos em números: na primeira fase, marcou apenas uma vez, nos 3 x 0 sobre a Austrália. Seria mais decisivo a partir da segunda fase, também disputada em grupos de quatro países, e não em mata-matas: marcou a oito minutos do fim o segundo nos 2 x 0 sobre a Iugoslávia de forma curiosa: caiu de bunda após furar um cruzamento rasteiro, mas com isso desviou a bola do último zagueiro e do goleiro. Escorregando, conseguiu mandar a bola para o gol. Na partida decisiva para a vaga na final, contra o bom time da Polônia, adversária direta, fez o único da partida aos 36 do segundo tempo. Esse gol o fez igualar a Just Fontaine como o maior artilheiro das Copas - o ex-jogador da França ainda levava a melhor, tendo anotado todos os seus treze gols em um único mundial, o de 1958.
A final seria sua última partida pela Seleção Alemã-Ocidental, da qual iria se aposentar após o torneio. E terminou crucial, como vinha sendo: a dois minutos do fim do primeiro tempo, marcou o gol que virou a partida em 2 x 1 contra os favoritos neerlandeses, que vinham apresentando o futebol mais espetacular da competição. Müller, que ainda fez outro, anulado por impedimento, somava ali seu 14º tento em Copas, superando Fontaine do melhor jeito possível: dando a vitória à Alemanha Ocidental. Apesar da pressão adversária no segundo tempo, o resultado se manteve e a Mannschaft conquistaria pela segunda vez a Copa do Mundo.
A artilharia de Müller em Copas só seria superada por Ronaldo, sete edições e 32 anos depois. O Fenômeno, no entanto, precisou de três mundiais para somar seus quinze gols, mesmo número de Copas necessárias para o compatriota Miroslav Klose igualar seus 14 gols, uma edição e quatro anos mais tarde em relação ao brasileiro.

## Estatísticas

### Clubes
| Equipe                   | Temporada         | Campeonato nacional | Campeonato nacional | Copa nacional | Copa nacional | Competições continentais | Competições continentais | Outros torneios | Outros torneios | Total | Total |
| Equipe                   | Temporada         | Jogos               | Gols                | Jogos         | Gols          | Jogos                    | Gols                     | Jogos           | Gols            | Jogos | Gols  |
| ------------------------ | ----------------- | ------------------- | ------------------- | ------------- | ------------- | ------------------------ | ------------------------ | --------------- | --------------- | ----- | ----- |
| TSV 1861 Nördlingen      | 1962–63           | 9                   | 15                  | —             | —             | —                        | —                        | —               | —               | 9     | 15    |
| TSV 1861 Nördlingen      | 1963–64           | 31                  | 58                  | —             | —             | —                        | —                        | —               | —               | 31    | 58    |
| TSV 1861 Nördlingen      | Total             | 40                  | 73                  | —             | —             | —                        | —                        | —               | —               | 40    | 73    |
| Bayern de Munique        | 1964–65           | 26                  | 33                  | —             | —             | —                        | —                        | 6               | 9               | 32    | 33    |
| Bayern de Munique        | 1965–66           | 33                  | 15                  | 6             | 1             | —                        | —                        | —               | —               | 39    | 16    |
| Bayern de Munique        | 1966–67           | 32                  | 28                  | 4             | 7             | 9                        | 11                       | —               | —               | 45    | 36    |
| Bayern de Munique        | 1967–68           | 34                  | 19                  | 4             | 4             | 8                        | 10                       | —               | —               | 46    | 31    |
| Bayern de Munique        | 1968–69           | 30                  | 30                  | 5             | 7             | —                        | —                        | —               | —               | 35    | 36    |
| Bayern de Munique        | 1969–70           | 33                  | 38                  | 3             | 4             | 2                        | 1                        | —               | —               | 38    | 38    |
| Bayern de Munique        | 1970–71           | 32                  | 22                  | 7             | 10            | 8                        | 9                        | —               | —               | 47    | 37    |
| Bayern de Munique        | 1971–72           | 34                  | 40                  | 6             | 5             | 8                        | 7                        | —               | —               | 48    | 67    |
| Bayern de Munique        | 1972–73           | 33                  | 36                  | 5             | 7             | 6                        | 13                       | 5               | 16              | 49    | 75    |
| Bayern de Munique        | 1973–74           | 34                  | 30                  | 4             | 5             | 10                       | 10                       | —               | —               | 48    | 48    |
| Bayern de Munique        | 1974–75           | 33                  | 23                  | 3             | 2             | 7                        | 7                        | —               | —               | 43    | 30    |
| Bayern de Munique        | 1975–76           | 22                  | 23                  | 6             | 7             | 6                        | 6                        | 1               | 1               | 35    | 33    |
| Bayern de Munique        | 1976–77           | 25                  | 28                  | 4             | 11            | 4                        | 6                        | 4               | 7               | 37    | 55    |
| Bayern de Munique        | 1977–78           | 33                  | 24                  | 3             | 4             | 6                        | 5                        | —               | —               | 42    | 28    |
| Bayern de Munique        | 1978–79           | 19                  | 9                   | 2             | 4             | —                        | —                        | —               | —               | 21    | 13    |
| Bayern de Munique        | Total             | 453                 | 398                 | 62            | 78            | 74                       | 85                       | 16              | 33              | 605   | 576   |
| Fort Lauderdale Strikers | 1979              | 25                  | 19                  | —             | —             | —                        | —                        | 2               | 2               | 27    | 19    |
| Fort Lauderdale Strikers | 1980              | 29                  | 14                  | —             | —             | —                        | —                        | 7               | 5               | 36    | 16    |
| Fort Lauderdale Strikers | 1981              | 17                  | 5                   | —             | —             | —                        | —                        | —               | —               | 17    | 5     |
| Fort Lauderdale Strikers | Total             | 71                  | 38                  | —             | —             | —                        | —                        | 9               | 2               | 80    | 40    |
| Total na carreira        | Total na carreira | 555                 | 487                 | 62            | 78            | 74                       | 85                       | 25              | 41              | 716   | 689   |

### Seleção Alemã
| Ano   | Jogos | Gols |
| ----- | ----- | ---- |
| 1966  | 1     | 0    |
| 1967  | 4     | 6    |
| 1968  | 3     | 2    |
| 1969  | 7     | 9    |
| 1970  | 12    | 13   |
| 1971  | 8     | 12   |
| 1972  | 7     | 12   |
| 1973  | 8     | 7    |
| 1974  | 12    | 7    |
| Total | 62    | 68   |

## Títulos
Bayern de Munique
- Copa da Alemanha: 1965–66, 1966–67, 1968–69 e 1970–71
- Recopa Europeia: 1966–67
- Bundesliga: 1968–69, 1971–72, 1972–73 e 1973–74
- Taça dos Clubes Campeões Europeus: 1973–74, 1974–75 e 1975–76
- Copa Intercontinental: 1976

Seleção Alemã
- Campeonato Europeu de Futebol: 1972
- Copa do Mundo FIFA: 1974

### Prêmios individuais
- Futebolista Alemão do Ano: 1967 e 1969
- Ballon d'Or: 1970
- Chuteira de Ouro da UEFA: 1969–70 e 1971–72
- Equipe das Estrelas da Copa do Mundo FIFA: 1970
- Equipe da Eurocopa: 1972
- Ordem de Mérito da FIFA
- FIFA 100
- IFFHS ALL TIME WORLD MEN'S DREAM TEAM (Time B)[14]

### Artilharias
- Bundesliga de 1966–67: (28 gols)
- Bundesliga de 1968–69: (30 gols)
- Bundesliga de 1969–70: (38 gols)
- Copa do Mundo FIFA de 1970: (10 gols)
- Bundesliga de 1971–72: (40 gols)
- Eliminatórias da Eurocopa de 1972: (7 gols)
- Eurocopa de 1972: (4 gols)
- Bundesliga de 1972–73: (36 gols)
- Taça dos Clubes Campeões Europeus de 1972–73: (11 gols)
- Bundesliga de 1973–74: (30 gols)
- Taça dos Clubes Campeões Europeus de 1973–74: (8 gols)
- Taça dos Clubes Campeões Europeus de 1974–75: (5 gols)
- Taça dos Clubes Campeões Europeus de 1976–77: (5 gols)
- Bundesliga de 1977–78: (24 gols)

### Recordes
- Maior artilheiro da Bundesliga com 365 gols